# The Winter of Our Monetized Content
«The Winter of Our Monetized Content» (укр. «Зима нашого монетизованого контенту») — прем'єрна серія тридцять першого сезону мультсеріалу «Сімпсони», прем'єра якої відбулась 29 вересня 2019 року у США на телеканалі «Fox».
Серія присвячена пам'яті експродюсеру «Сімпсонів» Майклу Менделу, який помер за п'ять днів до того у віці 54 років.

## Сюжет
На Спрінґфілдській АЕС Гомер, Ленні та Карл дивляться спортивні коментарі Енджера Воткінса, який запитує у глядачів, хто краще: Леброн Джеймс, Кобі Браянт чи Майкл Джордан. Коли Гомер телефонує до шоу і відповідає «Джон Стоктон», Воткінс ображає Гомера. Розсердившись, Гомер прислухається до випадкової поради Мардж і розпочинає власне спортивне Інтернет-шоу.
Тим часом у Спрінґфілдській початковій школі Ліса ненароком починає бійку їжею. За це директор Скіннер дізнається, карає Лісу на тиждень після уроків.
Гомер починає запис свого шоу «Walkoff Homer» (укр. «Штрафний Гомер»). Барт, спостерігає за дверима, і коли йому здається, що шоу дратує, перериває зйомки шоу Гомера, змушуючи їх обох битися. Їхнє відео стає вірусним в Інтернеті, і хіпстер Ворбертон Паркер вирішує навчити їх робити кращі відео і розбагатіти на монетизації. Наступний їхній відеобій, спонсорований «Buzz Cola», збирає понад 25 мільйонів переглядів і приносить дохід у розмірі 5 тисяч доларів.
Відбуваючи покарання Ліса насолоджується цим, однак Скіннер повідомляє, що її переведено у новий виправний центр «Ш.І.З.О.» (укр. «R.O.C.C.»). Через скорочення бюджету покарання віддають під аутсорсинг, в якому бере участь Ліндсі Нейджл. Вона спрямовує порушників на індустріалізацію. Ліса організовує страйк, через що Нейджл наймає на їх місце збіднених робітників — вчителів.
Тим часом створення відео зближує Гомера і Барта. Однак, коли знімають, як вони обіймають один одного, їхня популярність зникає. Паркер намагається організувати повернення — масштабний захід, профінансований багатьма спонсорами. Барт і Гомер виходять на сцену з метою забиття один одного до смерті. Однак, вони відмовляються в останню хвилину, закінчуючи свою популярність в Інтернеті.
У фінальній сцені Гомер запрошує на «Штрафний Гомер» Енджера Воткінса, який лютує, що на висвітлення теми дається лише 5 годин…

## Цікаві факти і культурні відсилання
- Коли Гомер заявляє, що з 5 тисячами доларів він скоро назбирає на човен, на екрані з'являється повідомлення «Дивіться 3 листопада: Гомер купує човен», що, власне і відбулось у 5 серії сезону «Gorillas on the Mast», яка і вийшла в етер 3 листопада.

## Ставлення критиків і глядачів
Під час прем'єри серію переглянули 2,33 млн осіб з рейтингом 1.9, що зробило її найпопулярнішим шоу на каналі «Fox» в тієї ночі.
Денніс Перкінс з «The A.V. Club» дав серії оцінку B-, похваливши роботу Джона Малейні і сказавши, що сама серія — «це стандартні посередні „Сімпсони“».
Тоні Сокол з «Den of Geek» дав серії три з п'яти зірок, сказавши: «У світі, де судження оцінюються за лайками та кліками, „The Winter of Our Monetized Content“ — це гідний старт для 31 сезону, хоча і не зовсім новий. Сім'я Сімпсонів мала б бути знаменитостями в соціальних мережах багато років тому, і багато коментарів трохи відстали від часу, хоча і не особливо застарілі…»
Згідно з голосуванням на сайті The NoHomers Club більшість фанатів оцінили серію на 3/5 із середньою оцінкою 2,64/5.